# باشگاه فوتبال میراندس
باشگاه فوتبال میراندس (اسپانیایی: CD Mirandés‎) باشگاه فوتبالی است که در شهر میراندا د ابرو قرار دارد و در سال ۱۹۲۷ تأسیس شده‌است.
این باشگاه هم‌اکنون در لا لیگا ۲ بازی می‌کند. (فصل ۲۰–۲۰۱۹)